# حكيم أباد (فريمان)
حكيم‌ أباد (بالفارسية: حکیم‌آباد) هي قرية تقع في قسم سنغ بست الريفي في إيران. يقدر عدد سكانها بـ 116 نسمة .